# Caso intrativo
El caso intrativo ( abreviado ITRT ) es un caso gramatical que expresa una cosa entre otras cosas, como el entre en español.
Se encuentra en el idioma limbu , donde aparece con el sufijo locativo -ʼō . Cuando se unen, los dos morfemas se pronuncian como -lummō .

anchi-lum-ʼō
1du . en - itrt - loc
mi
fuego
nɛ̄
encontrarse

"Hay un incendio entre nosotros dos".